# Calliostoma adelae
Calliostoma adelae is een slakkensoort uit de familie van de Calliostomatidae. De wetenschappelijke naam van de soort is voor het eerst geldig gepubliceerd in 1951 door Schwengel.